# Trichoniscidae
Trichoniscidae là một họ giáp xác trong bộ Chân đều.

## Các chi
Các chi trong họ này gồm:
- Acteoniscus Vandel, 1955 – Griekenland
- Acyphoniscus Frankenberger, 1941 – Bulgarije
- Aegonethes Frankenberger, 1938 – Kroatië en Italië
- Alistratia Andreev, 2004 – Griekenland
- Alpioniscus Racovitza, 1908 – Europa
- Amerigoniscus Vandel, 1950 – Noord-Amerika
- Anatoliscus Verhoeff, 1949 – Turkije
- Androniscus Verhoeff, 1908 – Europa
- Balearonethes Dalens, 1977 – Majorca
- Balkanoniscus Verhoeff, 1926 – Bulgarije
- Banatoniscus Tabacaru, 1991 – Roemenië
- Bergamoniscus Brian & Vandel, 1949 – Italië
- Beroniscus Vandel, 1969 – Bulgarije, Sicilië
- Biharoniscus Tabacaru, 1963 – Roemenië
- Borutzkyella Tabacaru, 1993 – Abchazië
- Brackenphiloscia Ortiz, Debras & Lalana, 1999 – Cuba
- Brackenridgia Ulrich, 1902 – Noord-Amerika
- Buddelundiella Silvestri, 1897 – Europa
- Bulgaronethes Vandel, 1967 – Bulgarije
- Bureschia Verhoeff, 1926 – Burma
- Calconiscellus Verhoeff, 1938 – Slovenië, Hongarije, Oostenrijk, Griekenland
- Cantabroniscus Vandel, 1965 – Spanje
- Carloniscus Verhoeff, 1936 – Frankrijk
- Castellanethes Brian, 1952 – Italië
- Catalauniscus Vandel, 1953 – Spanje
- Caucasocyphonethes Borutzky, 1948 – Rusland
- Caucasonethes Verhoeff, 1932 – Gruzia
- Chasmatoniscus Strouhal, 1971 – Turkije
- Colchidoniscus Borutzky, 1974 – Gruzia
- Cylindroniscus Arcangeli, 1929 – Cuba, Mexico
- Cyphobrembana Verhoeff, 1931 – Italië
- Cyphonethes Verhoeff, 1926 – Herzegovina
- Cyphoniscellus Verhoeff, 1901 – Zuidoost-Europa
- Cyphopleon Frankenberger, 1940 – Dalmatië
- Cyphotendana Verhoeff, 1936 – Alpen
- Cyrnoniscus Vandel, 1953 – Corse
- Escualdoniscus Vandel, 1948 – Frankrijk
- Finaloniscus Brian, 1951 – Ý, Corse
- Graeconiscus Stouhal, 1940 – Griekenland, Macedonië
- Haplophthalmus Schöbl, 1860 – Europa, Tasmanië, Noord-Amerika
- Helenoniscus Legrand, 1943 – Frankrijk
- Hondoniscus Vandel, 1968 – Japan
- Hyloniscus Verhoeff, 1908 – Europa, Noord-Amerika, Japan
- Iberoniscus Vandel, 1952 – Spanje
- Katascaphius Verhoeff, 1936 – Alpen
- Kosswigius Verhoeff, 1941 – Turkije, Griekeland
- Lapilloniscus Brian, 1938 – Italië
- Leucocyphoniscus Verhoeff, 1900 – Zwitserland, Italië
- Libanonethes Vandel, 1955 – Libanon
- Macedonethes Buturović, 1955 – Macedonië
- Metatrichoniscoides Vandel, 1943 – Engeland, Frankrijk, Duitsland, Zweden, Finland
- Mexiconiscus Schultz, 1964 – Mexico
- Microtitanethes Pljakic, 1977 – West-Servië
- Miktoniscus Kesselyak, 1930 – Verenigde Staten, Groot-Brittannië, Madeira, Azoren
- Mingrelloniscus Borutzky, 1974 – Kaukasus
- Mladenoniscus Karaman, 2008 - Macedonië
- Monocyphoniscus Strouhal, 1939 – Bulgarije
- Moserius Strouhal, 1940 – Italië
- Murgeoniscus Arcangeli, 1939 – Italië
- Nesiotoniscus Racovitza, 1908 – Frankrijk, Corse, Capraia Isola
- Nippononethes Tabacaru, 1996 – Japan
- Oregoniscus Hatch, 1947 – Verenigde Staten
- Oritoniscus Racovitza, 1908 – Pyreneeën
- Paracyphoniscus Brian, 1958 – Italië
- Phymatoniscus Racovitza, 1908 – Frankrijk
- Protonethes Absolon & Strouhal, 1932 – Joegoslavië
- Psachonethes Borutzky, 1969 – Kaukasus, noord-Iran
- Pseudobuddelundiella Borutzky, 1967 – Kaukasus
- Rhodopioniscus Tabacaru, 1993 – Bulgarije
- Sanfilippia Brian, 1949 – Italië
- Scotoniscus Racovitza, 1908 – Pyreneeën, Sardinië
- Siciloniscus Caruso, 1982 – Sicilië
- Spelaeonethes Verhoeff, 1932 – Spanja, Italië, Sicilië, Sardinië, Algerije
- Strouhaloniscellus Tabacaru, 1993 – zuid-Bosnië
- Tachysoniscus Verhoeff, 1930 – Alpen
- Tauronethes Borutzky, 1949 – Krimea
- Thaumatoniscellus Tabacaru, 1973 – Romania
- Titanethes Schiødte, 1849 – Ý, Slovenia, Kroatia, Herzegovina
- Trichonethes Strouhal, 1953 – Thổ Nhĩ Kỳ
- Trichoniscoides Sars, 1898 – Pháp, Tây Ban Nha, Anh, Đức, Đan Mạch
- Trichoniscus Brandt, 1833 – châu Âu - Bắc Mỹ
- Tricyphoniscus Verhoeff, 1936 – Bulgary
- Troglocyphoniscus Stouhal, 1939 – Joegoslavië
- Troglonethes Cruz, 1991 – Tây Ban Nha
- Turkonethes Verhoeff, 1943 – Thổ Nhĩ Kỳ
- Typhlotricholigioides Rioja, 1953 – Mexico
- Vandeloniscellus Tabacaru, 1993 – Bulgary